# Тотай, Абылайхан Берикович
Абылайхан Берикович Тотай (каз. Абылайхан Берікұлы Тотай; 16 февраля 1992, Актюбинск) — казахстанский футболист, полузащитник клуба «Актобе».

## Карьера

### Клубная
Профессиональная карьера Тотая началась с подписания контракта с талдыкорганским «Жетысу» в 2013 году. C этим клубом он участвовал в первенстве Казахстана сезона 2013 года, а также в первой половине чемпионата 2014 года.
В июне Тотай перешёл в павлодарский «Иртыш».